# ژرونیمو اسپینا
ژرونیمو اسپینا (انگلیسی: Gerónimo Spina؛ زادهٔ ۹ فوریهٔ ۲۰۰۵) بازیکن فوتبال اهل آرژانتین است که در حال حاضر برای باشگاه فوتبال اتلتیکو مادرید بی بازی می‌کند.